# Elektrostatica

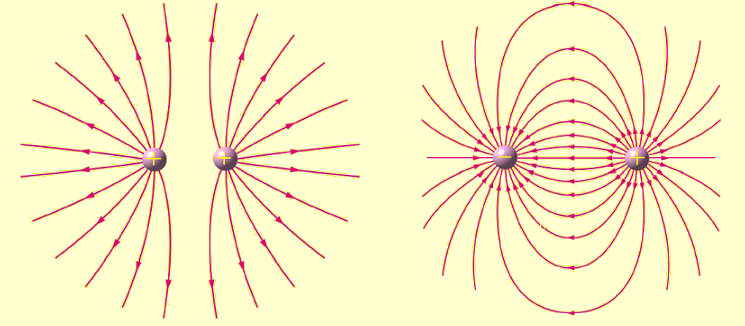
Elektrische velden van puntladingen

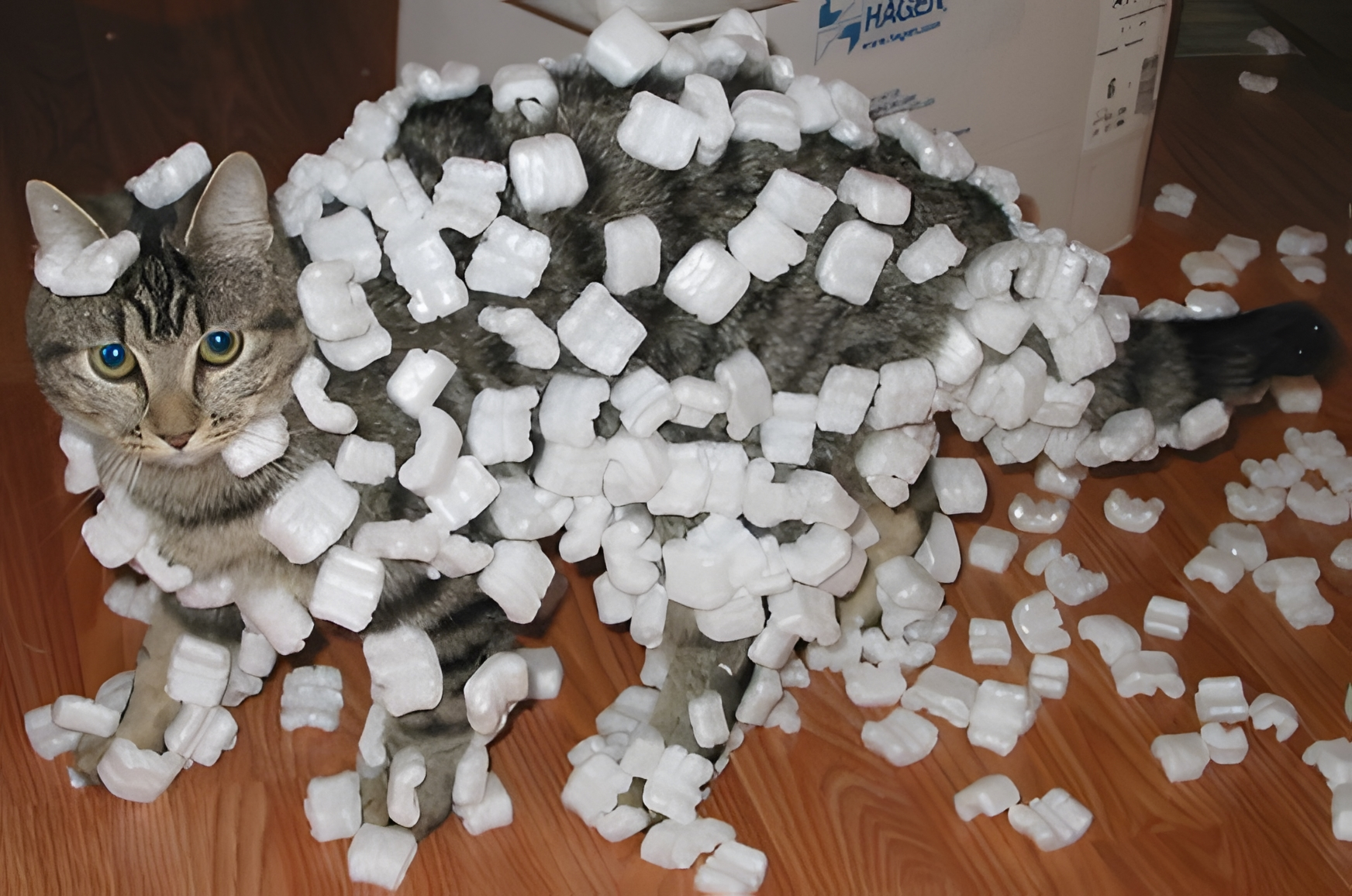
Schuimpinda's die zich door statische elektriciteit aan de vacht van een kat hechten. Het elektrische veld van de geladen vacht veroorzaakt polarisatie van de moleculen van het schuim als gevolg van elektrostatische inductie, wat resulteert in een lichte aantrekkingskracht van de lichte plastic stukken op de vacht. Dit effect is ook de oorzaak van statische elektriciteit in kleding.

Elektrostatica is de leer van de rustende of statische elektriciteit, waarin de eigenschappen van statische elektrische ladingen worden bestudeerd. Statica is afgeleid van het Griekse staticos, dat in evenwicht betekent.

## Wet van Coulomb
Een van de fundamentele vergelijkingen in de elektrostatica is de Wet van Coulomb, die de krachtenwerking tussen twee puntladingen beschrijft:
{\displaystyle F={\frac {\left|q_{1}q_{2}\right|}{4\pi \varepsilon _{0}r^{2}}}}

### Elektrostatisch veld
De wet van Coulomb beschrijft de wisselwerking tussen twee puntladingen. Men kan stellen dat het elektrostatische veld van de ene lading interfereert met de andere lading, en andersom.
Het veld opgewekt door één puntlading is:
{\displaystyle {\vec {E}}={\frac {q_{1}}{4\pi \varepsilon _{0}r^{3}}}{\vec {r}}}

## Stelling van Gauss
Van een willekeurig gesloten oppervlak {\displaystyle A} kan met de stelling van Gauss uit de vectorrekening de omsloten lading {\displaystyle Q} bepaald worden:
{\displaystyle \oint \limits _{S}{\vec {E}}\cdot \,\mathrm {d} {\vec {S}}={\frac {Q_{s}}{\varepsilon _{0}}}}

### Voorbeeld met een puntlading
Beschouw een puntlading {\displaystyle Q_{p}} en pas de stelling van Gauss omgekeerd toe. Dat geeft de totale elektrostatische flux door het oppervlak:
{\displaystyle {\frac {Q_{p}}{\varepsilon _{0}}}=\oint \limits _{S}{\vec {E}}}
Aangezien het veld in alle punten op de bol hetzelfde is (symmetrie), kan het elektrostatisch veld in een punt hiervan afgeleid worden: 
{\displaystyle 4\pi r^{2}E(r)={\frac {Q}{\varepsilon _{0}}}},
dus 
{\displaystyle E={\frac {Q}{4\pi r^{2}\varepsilon _{0}}}}
Op analoge wijze kan het veld opgewekt door een elektrisch geladen lijn, vlak, bol, enz., eenvoudig afgeleid worden (eventueel bij benadering). Het mag duidelijk zijn dat het veld veroorzaakt door een geladen bol identiek is aan het veld veroorzaakt door een puntlading, zolang men het veld buiten de bol bekijkt.

### Voorbeeld met een ladingslijn
Beschouw een oneindig lange ladingslijn en een symmetrisch oppervlak rond die lijn, namelijk een cilinder met als as de ladingslijn, hoogte h, en straal van boven- en ondervlak {\displaystyle r_{0}}.
Vanwege de symmetrie van de opstelling moet het elektrisch veld loodrecht staan op ladingslijn. 
De integraal over deze cilinder wordt dan:
{\displaystyle \oint \limits _{S}{\vec {E}}\cdot d{\vec {S}}=\oint \limits _{\text{mantel}}{\vec {E}}\cdot \,\mathrm {d} {\vec {S}}+\oint \limits _{\text{boven+ondervlak}}{\vec {E}}\cdot \,\mathrm {d} {\vec {S}}}
Aangezien het veld loodrecht staat op de geleider, is {\displaystyle {\vec {E}}\cdot d{\vec {S}}} voor de zijvlakken 0, en voor de mantel {\displaystyle E}. Daarom is:
{\displaystyle \oint \limits _{S}{\vec {E}}\cdot \,\mathrm {d} {\vec {S}}=\oint \limits _{\text{mantel}}E=E\,Opp_{\text{mantel}}=2\pi hr_{0}\,E}
Volgens de wet van Gauss is dat gelijk aan {\displaystyle {\frac {Q_{s}}{\varepsilon _{0}}}=={\frac {h\,\lambda }{\varepsilon _{0}}}}, waarin {\displaystyle Q_{s}=h\,\lambda }, de lading is "opgesloten" door de cilinder, en {\displaystyle \lambda } de lading per meter ladingslijn. Er volgt:
{\displaystyle 2\pi hr_{0}\,E={\frac {\lambda h}{\varepsilon _{0}}}\Rightarrow E={\frac {\lambda }{2\pi \varepsilon _{0}r}}}